# Saldang
Saldang (nepalski: साल्दाङ) – gaun wikas samiti w zachodniej części Nepalu w strefie Karnali w dystrykcie Dolpa. Według nepalskiego spisu powszechnego z 2001 roku liczył on 414 gospodarstw domowych i 1746 mieszkańców (900 kobiet i 846 mężczyzn).